# Aubrieta columnae
Aubrieta columnae är en korsblommig växtart som beskrevs av Giovanni Gussone. Aubrieta columnae ingår i släktet aubrietior, och familjen korsblommiga växter.

## Underarter
Arten delas in i följande underarter:
- A. c. columnae
- A. c. croatica
- A. c. italica
- A. c. pirinica

## Bildgalleri

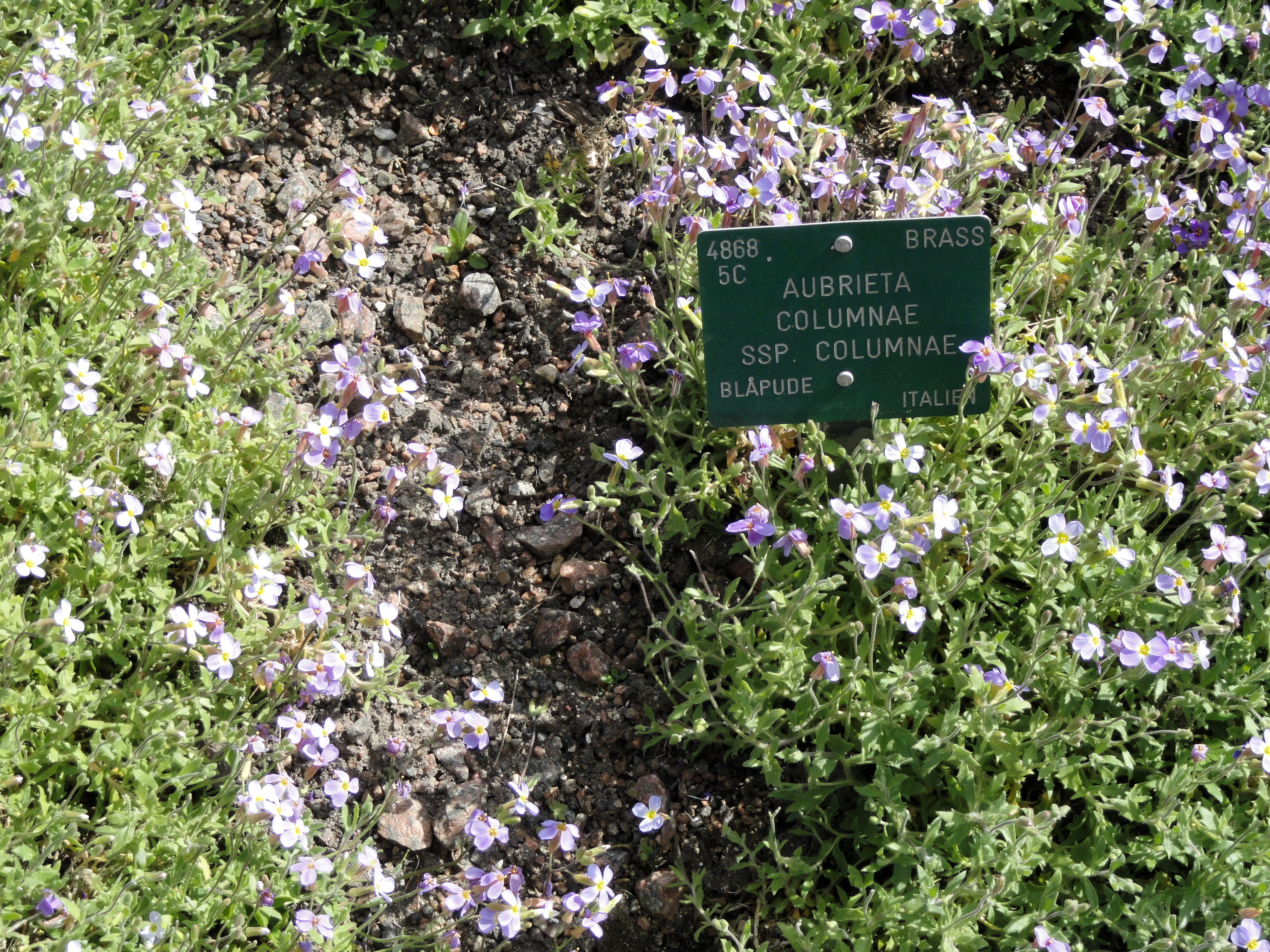